# San Blas (La Rioja)

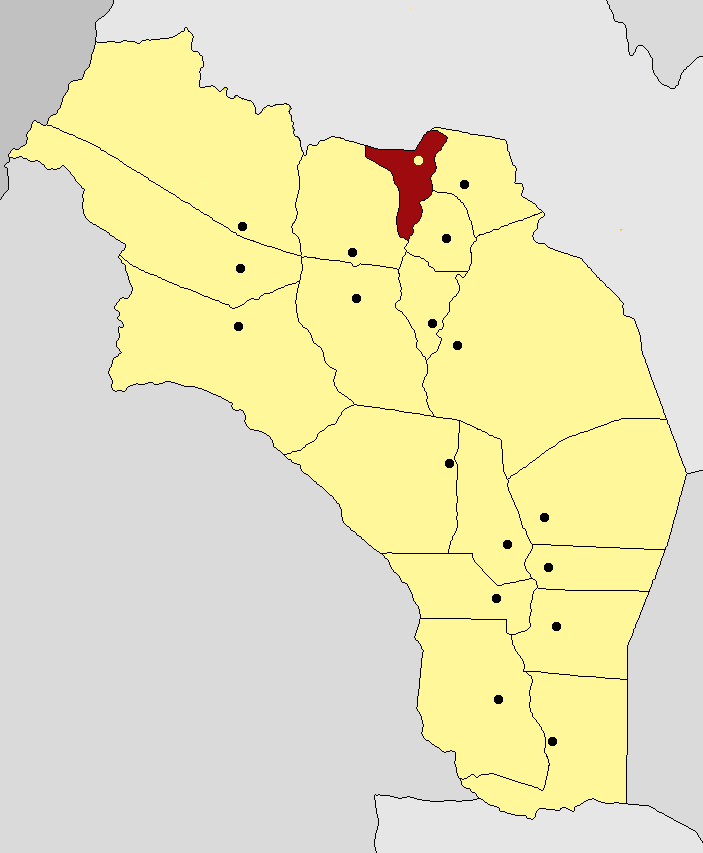
Mapa mostrando a localização dos distritos de San Blas de los Sauces

San Blas é uma cidade da Argentina, localizada na província de La Rioja